# 李延古
李延古（?—?），后改名李敬义，唐朝末年至后唐官员，出自赵郡李氏，太尉卫公李德裕的孙子，李烨的儿子。
李延古之父李烨，在汴宋幕府，贬为象州立山县尉。唐懿宗时，赦免后迁居郴州。李德裕余子都从死贬所。李延古随父贬至连州，遇赦而还。在乾符年间，担任集贤校理。担任浙东从事时，有一人涿道士说他不宜仕进，从此四十三年，才能遇到圣王任用。李敬义深以为然，退归洛南平泉旧业。被河南尹张全义看重，出入他的门庭，想要给他幕职，李敬义坚辞不就。李德裕为宰相，有大功于唐室，留守洛阳，在平泉置别墅，采天下奇花异竹、珍木怪石。在石头上刻着：“移吾片石，折树一枝，非子孙也。”黄巢、秦宗权之乱，洛阳成为灰烬，张全义恢复都邑，李氏花木，多被洛阳人移掘。有醒酒石，李德裕醉后坐在上面，光化初年，被中使监军得到，置于家园。李敬义向张全义哭着请求。张全义于是在宴会请监军还给李敬义。监军忿然大叫：“黄巢败后，谁家园池完好，岂能只是平泉有石头。”张全义曾经当过黄巢的部下，以为他骂自己，大怒道：“我今为唐臣，不是巢贼。”于是署奏，打死了监军。
唐昭宗迁都洛阳，擢升李敬义为司勋员外郎，李敬义因为没有朝谒，柳璨陷害裴、赵诸族，认为司空图、李敬义不应该担任官职。天祐二年六月，唐昭宣帝下敕，前司勋员外郎、赐绯鱼袋李延古（李敬义）贬授卫尉寺主簿。张全义托付杨师厚，李敬义前去投靠，于是带着家族客居卫州。
天祐十二年（915年），李存勖定河朔，史建瑭攻克新乡，李敬义谒见。李存勖遣使迎至魏州，置北京留守判官承制拜工部尚书，出使王镕。李敬义的远祖出自赵郡李氏，见王镕表示对家乡父母官德敬意，王镕派遣判官李翥送《赞皇集》三卷，让他瞻仰前代碑石，出使完毕，回到太原。监军张承业不喜欢唐朝宰辅子孙，对待李敬义甚薄，在公宴当面斥责，或指责李德裕德过恶，李敬义不得志，郁闷愤恨而卒。同光二年，赠右仆射。